# Рокстон (Тексас)
Рокстон (енгл. Roxton) град је у америчкој савезној држави Тексас. По попису становништва из 2010. у њему је живело 650 становника.

## Демографија
Према попису становништва из 2010. у граду је живело 650 становника, што је 44 (6,3%) становника мање него 2000. године.
| Група             | 2000.       | 2010.       |
| Белци             | 511 (73,6%) | 448 (68,9%) |
| Афроамериканци    | 148 (21,3%) | 160 (24,6%) |
| Азијати           | 0 (0,0%)    | 7 (1,1%)    |
| Хиспаноамериканци | 18 (2,6%)   | 12 (1,8%)   |
| Укупно            | 694         | 650         |